# Hverfjall
Hverfjall (también conocido como Hverfell /ˈkʰvɛrˌfɛtl̥/) es un cono de tefra o volcán de anillo de toba en el norte de Islandia, al este de Mývatn.
Erupcionó en 2500 AP en la parte sur del enjambre de fisuras de Krafla.  El cráter tiene aproximadamente 1km de diámetro.
La tefra ha sido transportada desde Hverfjall a toda la zona de Mývatn. Al parecer durante la erupción se produjo un deslizamiento de tierra en la parte sur del cráter, lo que explica la alteración de la forma redondeada de la montaña.[cita requerida] Durante la época de la colonización, la lava fluía desde Svörtuborgir /ˈsvœr̥tʏˌpɔrcɪr̥/, en el extremo sur de Námafjall /ˈnauːmaˌfjatl̥/, alrededor de Hverfjall, que casi fue tragado por la lava. Al mismo tiempo se produjo una erupción en las laderas sobre el valle de Hlíðardalur /ˈl̥iːðarˌtaːlʏr̥/.[cita requerida]
Al borde del cráter solo se puede acceder por dos caminos, desde el noroeste y desde el sur. Está estrictamente prohibido utilizar otras rutas en ascenso o descenso.